# Matija Kranjc
Matija Kranjc (né le 12 juin 1984) est un athlète slovène, spécialiste du lancer du javelot. 

## Palmarès
| Date | Compétition              | Lieu           | Résultat | Marque  |
| ---- | ------------------------ | -------------- | -------- | ------- |
| 2009 | Jeux méditerranéens      | Pescara        | 3e       | 77,82 m |
| 2011 | Jeux mondiaux militaires | Rio de Janeiro | 3e       | 74,71 m |
| 2014 | Championnats d'Europe    | Zurich         | 8e       | 78,27 m |

### Records
| Épreuve           | Performance  | Lieu    | Date         |
| ----------------- | ------------ | ------- | ------------ |
| Lancer du javelot | 81,13 m (RN) | Brežice | 23 juin 2016 |